# Тадзима, Наби
Наби Тадзима (яп. 田島ナビ; 4 августа 1900, посёлок Ван (ныне Кикай, префектура Кагосима, Япония) — 21 апреля 2018, там же) — японская долгожительница, возраст которой подтвержден Группой геронтологических исследований (GRG), старейший житель Земли с 16 сентября 2017 года по 21 апреля 2018 года и последний верифицированный человек в мире, родившийся в XIX столетии. Наби Тадзима является 5-м старейшим человеком в истории, она прожила 117 лет, 260 дней. На момент своей смерти она была 3-м старейшим человеком в истории. Старейший житель Японии и Азии в истории с 1 сентября 2017 по 19 сентября 2020 года.

## Биография
Наби Тадзима родилась 4 августа 1900 года в посёлке Ван, префектура Кагосима, Япония. Она являлась самой старшей дочерью своих родителей.
В 1911 году она окончила начальную школу и стала работать ткачом. В 1919 году она вышла за Томиниси Тадзиму и родила первого ребёнка. Всего у пары было 9 детей (7 сыновей и 2 дочери).
После брака Наби работала фермером по производству сахарного тростника. В какое-то время она управляла магазином коричневого сахара вместе с родственником. Также она продолжала работать в поле примерно до 80 лет. В 1991 году Наби Тадзима овдовела. В 2002 году она переехала в дом престарелых.
27 сентября 2015 года, после смерти 115-летней анонимной долгожительницы из Токио, Наби Тадзима стала старейшей живущей жительницей Японии, а 1 сентября 2017 года — в истории. 15 сентября 2017, спустя 2 недели она стала старейшим живущим человеком в мире.
В январе 2018 года Наби Тадзима была госпитализирована. Умерла 21 апреля 2018 года, прожив 117 лет и 260 дней.
В последние годы жизни, она страдала от расстройства, при котором не могла открыть глаза. Её поведение было схожим на поведение ребёнка.
На момент смерти она имела девять детей, 28 внуков, 56 правнуков, 63 праправнука и 4 прапраправнука.

## Рекорды долголетия
Верифицирована 31 октября 2011 года
- Последняя остававшаяся в живых жительница Земли, родившаяся в XIX веке.
- 27 сентября 2015 года стала старейшим живущим жителем Японии.
- 4 августа 2016 года стала 16-м человеком в истории, официально достигшим 116-летнего возраста.
- 4 августа 2017 года стала восьмым человеком в истории, официально достигшим 117-летнего возраста.
- 1 сентября 2017 года стала старейшим верифицированным человеком, когда-либо жившим в Азии, переняв этот титул у своей соотечественницы Мисао Окавы, и вошла в семёрку старейших верифицированных людей, живших когда-либо на Земле.
- 15 сентября 2017 года стала старейшим живущим жителем планеты.
- С 10 апреля 2018 года по 19 сентября 2020 года входила в тройку старейших долгожителей в истории[4].